# 明德宮 (汴洲里)
25°01′50″N 121°18′07″E / 25.030650°N 121.302017°E
明德宮，是位於臺灣桃園市桃園區汴洲里、兒童運動公園內的土地祠，內為2014年中華民國直轄市長及縣市長選舉時桃園市市長候選人鄭文燦競選總部所祭祀的土地神。

## 沿革
此廟神明原先由當地農民以一塊石頭供奉，原本在桃園區幸福路上，2011年原地劃為經國特區遂拆遷，遷暫厝在名譽主委葉坤城的長鴻生技公司，位在幸福路12號附近。2016年8月1日在新廟址的兒童運動公園舉行上樑儀式，當地汴州里里長楊鑫坤、民政局長湯蕙禛、桃園煉油廠廠長許世希及葉坤城等地方仕紳出席。
2017年1月18日新廟落成時，此廟是桃園市少數具有建照、使照的非違建土地公廟。該日出席者有桃園市市長鄭文燦、市議員陳美梅、民政局長湯蕙禎、中油董事長陳金德、中油廠長曾繁鑫等。當日約六百位里民以接龍方式，將土地公神像傳送到新址的水汴一路111號完成安座大典。建新廟後，並無設立金紙爐，廟方楊鑫坤主委表示也應是桃園市第一座推動不燒金紙的土地公廟。

## 軼事
葉坤城在上樑儀式時，講一次他買下幸福路的工廠，一名葉姓工人從約12米的鐵皮屋屋頂摔落地面，從敏盛醫院轉到台北長庚醫院搶救，等工人醒來後說此土地神救了他。
在2014年九合一選舉時，鄭文燦競選總部都在幸福路上，屬於該土地公廟管區。鄭文燦選舉團隊競選期間也都參拜此神明，之後2016年中華民國總統選舉亦來參拜。
桃園區中和里、桃園區的文昌公園都有同名為「明德宮」的土地祠。

## 圖集
- 興建工程示意圖
- 兒童運動公園與明德宮
- 神像